# 伊東重孝
伊東 重孝（いとう しげたか、寛永10年（1633年）発酉7月 - 寛文8年4月28日（1668年6月7日））は、江戸時代前期の武士。諱は重孝。通称は七十郎（しちじゅうろう）。伊東理蔵重村の次男。

## 生涯
寛永10年（1633年）、伊達氏家臣・伊東理蔵重村の次男として仙台にて誕生。母は塩森氏。
伊東氏は工藤祐経の次男・祐長を祖とする。祐長は勲功により鎌倉幕府から奥州安積45郡（現在の福島県郡山市）を賜わる。代々奥州安積を領し、永享11年（1439年）に伊達持宗の麾下に属した。また、重孝の祖父・伊東肥前重信は、戦国時代に伊達政宗に仕え、天正16年の郡山合戦において政宗の身代わりとなって戦死している武功ある家柄であった。
重孝は、儒学を仙台藩の内藤閑斎（以貫）、京都にて陽明学を熊沢蕃山、江戸にて兵学を小櫃与五右衛門と山鹿素行にそれぞれ学ぶ。一方で深草にて日蓮宗の僧・日政（元政上人）に国学を学び、文学にも通じていた。また、武芸にも通じ、生活態度は身辺を飾らず、内に烈々たる気節をたっとぶ直情実践の士であった。熊沢蕃山に学んだ陽明の知行合一の学風をよく受け継いでいたといえる。
伊達氏仙台藩の寛文事件（伊達騒動）において、重孝は伊達家の安泰のために対立する一関藩主・伊達宗勝を討つことを伊東采女重門と謀ったが、事前に計画が漏れて捕縛された。重孝は入牢の日より絶食し、処刑の日が近づいたのを知るや｢人心惟危、道心惟微、惟精惟一、誠厥執中。古語云、身をば危すべし、志をば奪べからず。又云、殺べくして、恥しめべからず。又云、内に省てやましからず、是予が志也。食ヲ断テ、卅三日目ニ書之也　罪人重孝」と書いて小人組万右衛門に与えた。これを書いた4日後の寛文8年（1668年）4月28日、死罪を申し渡され、米ヶ袋の刑場で処刑された。また一族は、御預け・切腹・流罪・追放となった。
重孝の死により、世間は伊達宗勝の権力のあり方に注目し、また江戸においては、文武に優れ気骨ある武士と評判の人物・重孝の処刑がたちまち評判となった。そのため伊達宗勝の権力は陰りを見せていった。そして寛文11年（1671年）2月28日、涌谷領主伊達宗重の上訴により伊達宗勝一派の藩政専断による宿弊、不正、悪政が明るみとなり、宗勝や原田宗輔たち兵部一派が処分され伊達家の安泰に及び、重孝の忠烈が称えられた。延宝元年（1673年）3月18日に、重孝の兄・重頼の子である伊東重良兄弟3人が流罪を赦されて、延宝3年（1675年）5月伊達綱村の御世に伊東家は旧禄に復し再興された。
遺骸は阿弥陀寺（宮城県仙台市若林区新寺）に葬られたと伝えられ、のちに伊東家の菩提所である栽松院（仙台市若林区連坊）に伊東七十郎重孝の墓が造られ祀られている。法名は鉄叟全機居士。また、当時の人々が刑場の近くに重孝の供養のため建立した「縛り地蔵尊」（仙台市青葉区米ヶ袋）は「人間のあらゆる苦しみ悩みを取り除いてくれる」と信仰され、願かけに縄で縛る習わしがあり、現在も毎年7月23、24日に縛り地蔵尊のお祭りが行われている。さらに昭和5年（1930年）、桃生郡北村（宮城県石巻市北村）に、重孝神社が創建されその霊が祀られている。

## 人物
- 江戸幕府老中・板倉重矩の家老である池田新兵衛とは同門の学友であり、その縁で重孝は重矩に招かれて軍学を講じ、仕官をすすめられたこともあった。
- 師の熊沢蕃山が題を出して和歌を詠ぜしめた時、重孝は即座に「心外無物　ちちの花も心の内に咲くものを知らで外ぞと思ふはかなし」「知行合一　写絵に芳野の花ははかるとも　行かでにほいを如何で知るべき」と詠んだ。この和歌を見た蕃山は、わが意を得たりと喜び、真に学士であると誉めたたえたという。
- 重孝は処刑の際に、処刑役の万右衛門に「やい万右衛門、よく聞け、われ報国の忠を抱いて、罪なくして死ぬが、人が斬られて首が前に落つれば、体も前に附すと聞くが、われは天を仰がん。仰がばわれに神霊ありと知れ。三年のうちに癘鬼となって必ず兵部殿（宗勝）を亡すべし」と言った。そのためか万右衛門の太刀は重孝の首を半分しか斬れず、重孝は斬られた首を廻して狼狽する万右衛門を顧み「あわてるな、心を鎮めて斬られよ」と叱咤した。気を取り直した万右衛門は2度目の太刀で重孝の首を斬り落としたが、同時に重孝の体が果たして天を仰いだという。後に万右衛門は、重孝が清廉潔白な忠臣の士であったことを知り、大いに悔いて阿弥陀寺の山門前に地蔵堂を建てて、重孝の霊を祀ったともいわれている。

## 演じた俳優
- 伊吹吾郎 – 樅ノ木は残った (1970年、NHK大河ドラマ)
- 役所広司 – 樅ノ木は残った (1983年、フジテレビ)
- 西郷輝彦 – 樅ノ木は残った (1990年、ユニオン映画)
- 山本耕史 – 樅ノ木は残った (2010年、テレビ朝日)